# Classe Casablanca
La classe Casablanca est une classe de porte-avions d'escorte en service dans la marine américaine pendant la Seconde Guerre mondiale. Cinquante unités de cette classe furent construites entre novembre 1942 et juillet 1944, soit environ le tiers de tous les porte-avions construits aux États-Unis pendant la guerre.

## Conception et construction
La classe Casablanca est la première classe de navires entièrement conçus comme porte-avions d'escorte. Ces navires disposent de hangars plus spacieux et plus pratiques que les porte-avions construits à partir de coques de cargos. Le pont d'envol est aussi plus grand que sur les navires de la classe Bogue. Cependant, contrairement aux grands porte-avions qui disposent d'un blindage important, celui-ci est limité.
Les porte-avions de la classe Casablanca furent construits par les chantiers navals Kaiser, sur la Columbia, près de Vancouver. Ce chantier de Vancouver avait été construit en 1942 pour la production de grands cargos ; mais, devant les besoins de la marine américaine en guerre, il produisit dès sa première année de fonctionnement des porte-avions d'escorte et des navires de débarquements.

## Unités de la classe
Tous les navires de la classe Casablanca sont construits à Vancouver, Washington, par la Kaiser Shipbuilding Company.
| Nom                                   | Hull no. | Quille posée      | Lancement         | Mise en service   | Désarmement      | Etat                                                                                  |
| ------------------------------------- | -------- | ----------------- | ----------------- | ----------------- | ---------------- | ------------------------------------------------------------------------------------- |
| Casablanca (ex-Ameer, ex- Alazon Bay) | CVE-55   | 3 novembre 1942   | 5 avril 1943      | 8 juillet 1943    | 10 juin 1946     | Vendu pour destruction le 23 avril 1947                                               |
| Liscome Bay                           | CVE-56   | 12 décembre 1942  | 19 avril 1943     | 7 août 1943       | 24 novembre 1943 | Torpillé et coulé par le sous-marin japonais I-175, le 24 novembre 1943               |
| Anzio (ex-Alikula Bay, ex-Coral Sea)  | CVE-57   | 12 décembre 1942  | 1 mai 1943        | 27 août 1943      | 5 août 1946      | Rayé des listes le 1er mars 1959, vendu pour destruction le 24 novembre 1959          |
| Corregidor (ex-Auguilla Bay)          | CVE-58   | 17 décembre 1942  | 12 mai 1943       | 31 août 1943      | 30 juillet 1946  | vendu pour destruction le 28 avril 1959                                               |
| Corregidor (ex-Auguilla Bay)          | CVE-58   | 17 décembre 1942  | 12 mai 1943       | 19 mai 1951       | 4 septembre 1958 | vendu pour destruction le 28 avril 1959                                               |
| Mission Bay                           | CVE-59   | 28 décembre 1942  | 26 mai 1943       | 13 septembre 1943 | 21 février 1947  | vendu pour destruction le 30 avril 1959                                               |
| Guadalcanal (ex-Astrolabe Bay)        | CVE-60   | 5 janvier 1943    | 5 juin 1943       | 25 septembre 1943 | 15 juillet 1946  | Rayé des listes le 27 mai 1958, vendu pour destruction le 2 septembre 1959            |
| Manila Bay (ex-Bucareli Bay)          | CVE-61   | 15 janvier 1943   | 10 juillet 1943   | 5 octobre 1943    | 31 juillet 1946  | Rayé des listes le 27 mai 1958, vendu pour destruction le 2 septembre 1959            |
| Natoma Bay                            | CVE-62   | 17 janvier 1943   | 20 juillet 1943   | 14 octobre 1943   | 20 mai 1946      | Rayé des listes le 1er septembre 1958, vendu pour destruction le 30 juillet 1959      |
| St. Lo (ex-Chapin Bay, ex-Midway)     | CVE-63   | 23 janvier 1943   | 17 août 1943      | 23 octobre 1943   | 25 octobre 1944  | Coulé par un avion kamikaze le 25 octobre 1944, lors de la bataille du golfe de Leyte |
| Tripoli (ex-Didrickson Bay)           | CVE-64   | 1 février 1943    | 13 juillet 1943   | 31 octobre 1943   | 22 mai 1946      | Rayé des listes le 1er février 1959, vendu pour destruction en janvier 1960           |
| Tripoli (ex-Didrickson Bay)           | CVE-64   | 1 février 1943    | 13 juillet 1943   | 5 janvier 1952    | 25 novembre 1958 | Rayé des listes le 1er février 1959, vendu pour destruction en janvier 1960           |
| Wake Island (ex-Dolomi Bay)           | CVE-65   | 6 février 1943    | 15 septembre 1943 | 7 novembre 1943   | 5 avril 1946     | Rayé des listes le 17 avril 1946, vendu pour destruction le 19 avril 1946             |
| White Plains (ex-Elbour Bay)          | CVE-66   | 11 février 1943   | 27 septembre 1943 | 15 novembre 1943  | 10 juillet 1946  | Rayé des listes le 1er juillet 1958, vendu pour destruction le 29 juillet 1958        |
| Solomons (ex-Emperor, ex-Nassuk Bay)  | CVE-67   | 19 mars 1943      | 6 octobre 1943    | 21 novembre 1943  | 5 juin 1946      | vendu pour destruction le 22 décembre 1946                                            |
| Kalinin Bay                           | CVE-68   | 26 avril 1943     | 15 octobre 1943   | 27 novembre 1943  | 15 mai 1946      | vendu pour destruction le 8 décembre 1946                                             |
| Kasaan Bay                            | CVE-69   | 11 mai 1943       | 24 octobre 1943   | 4 décembre 1943   | 5 juin 1946      | vendu pour destruction le 2 février 1960                                              |
| Fanshaw Bay                           | CVE-70   | 18 mai 1943       | 1 novembre 1943   | 9 décembre 1943   | 14 août 1946     | Rayé des listes le 1er mars 1959, vendu pour destruction le 2 février 1960            |
| Kitkun Bay                            | CVE-71   | 18 juin 1943      | 8 novembre 1943   | 15 décembre 1943  | 19 avril 1946    | vendu pour destruction le 18 novembre 1946                                            |
| Tulagi (ex-Fortazela Bay)             | CVE-72   | 7 juin 1943       | 15 novembre 1943  | 21 décembre 1943  | 30 avril 1946    | Struck, 8 mai 1946                                                                    |
| Gambier Bay                           | CVE-73   | 10 juillet 1943   | 22 novembre 1943  | 28 décembre 1943  | 27 novembre 1944 | Coule le 25 octobre 1944 lors de la bataille de Samar                                 |
| Nehenta Bay                           | CVE-74   | 20 juillet 1943   | 28 novembre 1943  | 3 janvier 1944    | 15 mai 1946      | Rayé des listes le 1er avril 1960, vendu pour destruction le 29 juin 1960             |
| Hoggatt Bay                           | CVE-75   | 17 août 1943      | 4 décembre 1943   | 11 janvier 1944   | 20 juillet 1946  | Rayé des listes le 1er avril 1960, vendu pour destruction le 31 mars 1960             |
| Kadashan Bay                          | CVE-76   | 2 septembre 1943  | 11 décembre 1943  | 18 janvier 1944   | 14 juin 1946     | Rayé des listes le 1 août 1959, vendu pour destruction en février 1960                |
| Marcus Island (ex-Kanalku Bay)        | CVE-77   | 15 septembre 1943 | 16 novembre 1943  | 26 janvier 1944   | 12 décembre 1946 | vendu pour destruction le 29 février 1960                                             |
| Savo Island (ex-Kaita Bay)            | CVE-78   | 27 septembre 1943 | 22 décembre 1943  | 3 février 1944    | 12 décembre 1946 | Rayé des listes le 1er septembre 1959, vendu pour destruction le 29 février 1960      |
| Ommaney Bay                           | CVE-79   | 6 octobre 1943    | 29 décembre 1943  | 11 février 1944   | 4 janvier 1945   | Endommagé par un avion kamikaze et sabordé, le 4 janvier 1945                         |
| Petrof Bay                            | CVE-80   | 15 octobre 1943   | 5 janvier 1944    | 18 février 1944   | 31 juillet 1955  | Rayé des listes le 27 juin 1958, vendu pour destruction le 30 juillet 1959            |
| Rudyerd Bay                           | CVE-81   | 24 octobre 1943   | 12 janvier 1944   | 25 février 1944   | 11 juin 1946     | Rayé des listes le 1er août 1959, vendu pour destruction en janvier 1960              |
| Saginaw Bay                           | CVE-82   | 1 novembre 1943   | 19 janvier 1944   | 2 mars 1944       | 19 juin 1946     | Rayé des listes le 1er mars 1959, vendu pour destruction le 27 novembre 1959          |
| Sargent Bay                           | CVE-83   | 8 novembre 1943   | 31 janvier 1944   | 9 mars 1944       | 23 juin 1946     | Rayé des listes le 27 juin 1958, vendu pour destruction en juillet 1959               |
| Shamrock Bay                          | CVE-84   | 15 novembre 1943  | 4 février 1944    | 15 mars 1944      | 6 juillet 1946   | Rayé des listes le 27 juin 1958, vendu pour destruction ler mai 1958                  |
| Shipley Bay                           | CVE-85   | 22 novembre 1943  | 12 février 1944   | 21 mars 1944      | 28 juin 1946     | Rayé des listes le 1er mars 1959, vendu pour destruction le 2 octobre 1959            |
| Sitkoh Bay                            | CVE-86   | 23 novembre 1943  | 19 février 1944   | 28 mars 1944      | 30 novembre 1946 | Rayé des listes le 1er avril 1960, vendu pour destruction le 30 août 1960             |
| Sitkoh Bay                            | CVE-86   | 23 novembre 1943  | 19 février 1944   | 29 juillet 1950   | 27 juillet 1954  | Rayé des listes le 1er avril 1960, vendu pour destruction le 30 août 1960             |
| Steamer Bay                           | CVE-87   | 4 décembre 1943   | 26 février 1944   | 4 avril 1944      | 4 février 1946   | Rayé des listes le 1er mars 1959, vendu pour destruction le 29 août 1959              |
| Cape Esperance (ex-Tananek Bay)       | CVE-88   | 11 décembre 1943  | 3 mars 1944       | 9 avril 1944      | 22 août 1946     | vendu pour destruction le 14 mai 1959                                                 |
| Cape Esperance (ex-Tananek Bay)       | CVE-88   | 11 décembre 1943  | 3 mars 1944       | 5 août 1950       | 15 janvier 1959  | vendu pour destruction le 14 mai 1959                                                 |
| Takanis Bay                           | CVE-89   | 4 décembre 1943   | 26 février 1944   | 4 avril 1944      | 4 février 1946   | Rayé des listes le 1er mars 1959, vendu pour destruction le 29 août 1959              |
| Thetis Bay                            | CVE-90   | 22 décembre 1943  | 16 mars 1944      | 12 avril 1944     | 7 août 1946      | Rayé des listes le 1er mars 1964, vendu pour destruction en décembre 1964             |
| Thetis Bay                            | CVE-90   | 22 décembre 1943  | 16 mars 1944      | 20 juillet 1956   | 1 mars 1964      | Rayé des listes le 1er mars 1964, vendu pour destruction en décembre 1964             |
| Makassar Strait                       | CVE-91   | 29 décembre 1943  | 22 mars 1944      | 27 avril 1944     | 9 août 1946      | Rayé des listes le 1 septembre 1958, échoué et utilisé comme cible en avril 1961      |
| Windham Bay                           | CVE-92   | 5 janvier 1944    | 29 mars 1944      | 3 mai 1944        | 23 août 1946     | Rayé des listes le 1er février 1959, vendu pour destruction le 31 décembre 1960       |
| Windham Bay                           | CVE-92   | 5 janvier 1944    | 29 mars 1944      | 28 octobre 1950   | 15 janvier 1959  | Rayé des listes le 1er février 1959, vendu pour destruction le 31 décembre 1960       |
| Makin Island                          | CVE-93   | 12 janvier 1944   | 5 avril 1944      | 9 mai 1944        | 19 avril 1946    | Rayé des listes le 11 juillet 1946, vendu pour destruction le 1er janvier 1947        |
| Lunga Point (ex-Alazon Bay)           | CVE-94   | 19 janvier 1944   | 11 avril 1944     | 14 mai 1944       | 24 octobre 1946  | Rayé des listes le 1er avril 1960, vendu pour destruction le 3 août 1960              |
| Bismarck Sea (ex-Alikula Bay)         | CVE-95   | 31 janvier 1944   | 17 avril 1944     | 20 mai 1944       | 30 mars 1945     | Coule durant la bataille d'Iwo Jima, le 21 février 1945                               |
| Salamaua (ex-Anguilla Bay)            | CVE-96   | 4 février 1944    | 22 avril 1944     | 26 mai 1944       | 9 mai 1946       | Rayé des listes le 21 mai 1946, vendu pour destruction le 18 novembre 1946            |
| Hollandia (ex-Astrolabe Bay)          | CVE-97   | 12 février 1944   | 28 avril 1944     | 1 juin 1944       | 17 janvier 1947  | Rayé des listes le 1er avril 1960, vendu pour destruction le 31 décembre 1960         |
| Kwajalein (ex-Bucareli Bay)           | CVE-98   | 19 février 1944   | 4 mai 1944        | 7 juin 1944       | 16 août 1946     | Rayé des listes le 1er avril 1960, vendu à la ferraille                               |
| Admiralty Islands (ex-Chaplin Bay)    | CVE-99   | 26 février 1944   | 10 mai 1944       | 13 juin 1944      | 24 avril 1946    | Rayé des listes le 8 mai 1946, vendu pour destruction le 2 janvier 1947               |
| Bougainville                          | CVE-100  | 3 mars 1944       | 16 mai 1944       | 18 juin 1944      | 3 novembre 1946  | Rayé des listes le 1er mai 1960, vendu pour destruction le 29 août 1960               |
| Matanikau (ex-Dolomi Bay)             | CVE-101  | 10 mars 1944      | 22 mai 1944       | 24 juin 1944      | 11 octobre 1946  | Rayé des listes le 1er avril 1960, vendu pour destruction le 27 juillet 1960          |
| Attu (ex-Elbour Bay)                  | CVE-102  | 16 mars 1944      | 27 mai 1944       | 30 juin 1944      | 8 juin 1946      | Rayé des listes le 3 juillet 1946, vendu pour destruction le 3 janvier 1947           |
| Roi (ex-Alava Bay)                    | CVE-103  | 22 mars 1944      | 2 juin 1944       | 6 juillet 1944    | 9 mai 1946       | Rayé des listes le 21 mai 1946, vendu pour destruction le 31 décembre 1946            |
| Munda (ex-Tonowek Bay)                | CVE-104  | 29 mars 1944      | 27 mai 1944       | 8 juillet 1944    | 24 avril 1946    | Rayé des listes le 1er septembre 1958, vendu pour destruction le 17 juin 1960         |